# المعز عز الدين أيبك
الملك المعز عز الدين أيبك الجاشنكير التركماني الصالحي النجمي(توفي بالقاهرة عام 1257). أول سلاطين الدولة المملوكية. نُصِّب سلطانًا على مصر في عام 1250 بعد أن تزوجته وتنازلت له عن العرش شجر الدر سلطانة مصر وأرملة السلطان الأيوبي الصالح أيوب، وبقي سلطانًا على مصر إلى أن اُغتيل بقلعة الجبل في عام 1257. كان من أصل تركماني. اسم أيبك يتكون من مقطعين بالتركية (أي) وتعني قمر و(بك) وتعني أمير.

## الأصل
كان أيبك أميرا. يخدم مع بني جلدته من التركمان في بلاط السلطان الأيوبي الصالح نجم الدين أيوب. لذا عرفته المماليك البحرية باسم أيبك التركماني. ترقى أيبك إلى رتبة أمير وعمل جاشنكيرا وكان رنكه رسم الخوانجا.
بعد وفاة السلطان الأيوبي الصالح أيوب أثناء الحملة الصليبية السابعة (حملة الملك الفرنسي لويس التاسع) على دمياط في عام 1249 ثم اغتيال المماليك البحرية ابنه السلطان توران شاه عند فارسكور بعد هزيمة الصليبيين وأسر لويس التاسع في عام 1250, تسلطنت شجر الدر أرملة الصالح أيوب على عرش مصر بمساندة وتأييد المماليك البحرية وبذلك فقد الأيوبيون سيطرتهم على مصر.
لم يرض كلا من الأيوبيين في الشام في دمشق والخليفة العباسي المستعصم بالله في بغداد بانتزاع عرش الأيوبيين في مصر وتنصيب شجر الدر ورفضا الاعتراف بسلطانها فقام الأمراء الأيوبيون بتسليم الكرك للملك المغيث عمر ودمشق للملك الناصر صلاح الدين يوسف الذي قبض على عدة من أمراء مصر في دمشق فرد المماليك بتجديد حلفهم لشجر الدر ونصبوا عز الدين أيبك أتابكا وقبضوا على الأمراء الميالون للناصر يوسف في القاهرة. وبعث المستعصم إلى الأمراء في مصر كتابا يقول: «إن كانت الرجال قد عدمت عندكم، فأعلمونا حتى نسير إليكم رجالا».

## السلطنة
عدم الاعتراف بسلطنة شجر الدر من قبل الأيوبيين في دمشق والخليفة العباسي (الذي كان اعترافه بالسلاطين مطلوبًا لشرعية حكمهم رغم كونه خليفةً اسمًا فقط)  أربك المماليك في مصر وأقلقهم فراحوا يفكرون في وسائل توفيقية ترضي الأيوبيين والخليفة العباسي وتمنحهم شرعية لحكم البلاد فقرر المماليك تزويج شجر الدر من أيبك ثم تتنازل له عن العرش فيرضى الخليفة العباسي بجلوس رجل على تخت السلطنة ثم البحث عن رمز أيوبي يشارك أيبك الحكم اسميًا فيهدأ خاطر الأيوبيين ويرضوا عن الوضع الجديد.
تزوجت شجر الدر من أيبك وتنازلت له عن العرش بعد أن حكمت مصر ثمانين يومًا  بإرادة صلبة وحذق متناهي في ظروف عسكرية وسياسية غاية في التعقيد والخطورة بسبب غزو العدو الصليبي للأراضي المصرية وموت زوجها سلطان البلاد الصالح أيوب بينما الحرب ضد الصليبيين دائرة على الأرض الواقعة بين دمياط والمنصورة. نُصِّب أيبك سلطانًا واتخذ لقب الملك المعز. في محاولة لإرضاء الأيوبيين والخليفة العباسي قام المماليك بإحضار طفل أيوبي في السادسة من عمره، وقيل في نحو العاشرة من عمره،  وسلطنوه باسم «الملك الأشرف مظفر الدين موسى» وأعلن أيبك أنه ليس سوى نائب للخليفة العباسي وأن مصر لا تزال تابعًا للخلافة العباسية كما كانت من قبل. ولإثبات ولائه لأستاذه السلطان الأيوبي المتوفى الصالح أيوب قام أيبك بنقل رفاته من قلعة جزيرة الروضة إلى مقبرته التي كان قد أنشأها قبل وفاته قرب مدرسته في منطقة بين القصرين بالقاهرة. حتى تلك اللحظة كان أيبك يعتمد على ثلاث أمراء وهم: زعيم المماليك البحرية فارس الدين أقطاي الجمدار، وركن الدين بيبرس البندقداري، وسيف الدين بلبان الرشيدي.

## الصراع مع الأيوبيين
الناصر يوسف الأيوبي ملك دمشق والذي أصبح الشام كله بيده  بعث بجيش إلى غزة للاستيلاء على مصر والإطاحة بأيبك لكن سيف الدين أقطاي تصدى له. ثم قام الناصر بمحاولة جديدة قاد فيها جيشًا كبيرًا إلى مصر وتمكن من كسر ميسرة جيش أيبك في معركة جرت بالقرب من الصالحية وفر عسكر أيبك إلى القاهرة وتبعهم عدد من عسكر الناصر واتضح للناس أن الناصر قد انتصر فخطب له بالقاهرة ومناطق آخرى من مصر، في غضون ذلك أرض المعركة ما تزال المعارك دائرة بين جيش الناصر وأيبك، وأستولت البحرية بقيادة أقطاي على سناجقه ونهبت أمواله ووقع في الأسر عدد كبير من عسكر وأمراء جيشه كان من بينهم تورانشاه وأخاه نصرة الدين محمد والملك الأشرف. بعدها بقليل استولى فارس الدين أقطاي على الساحل ونابلس إلى نهر الأردن.
في عام 1252 وردت الأنباء بأن الجيش المغولي بقيادة هولاكو قد اقتحم الحدود الشرقية للعالم الإسلامي وانه ينوى الاستيلاء على بغداد فقام أيبك بازاحة الملك الأشرف موسى من تخت السلطنة وسجنه ونصب الأمير سيف الدين قطز نائبا له ثم نفى الأشرف في وقت لاحق إلى الأراضي البيزنطيه وكان الأشرف موسى آخر من خطب له من بيت أيوب بالسلطنة بمصر. بسبب الوضع دعم مركزه داخل مصر وقد تمكن في عام 1253 من خلال التفاوض الذي أشرف عليه الخليفة العباسي من عقد صلح مع الناصر تم له بمقتضاه الاتفاق على المناطق التابعة لكلا الجانبين.

## تمرد الأعراب
في عام 1253 نشب تمرد خطير في مصر الوسطى والصعيد قامت به القبائل العربية المقيمة بمصر بزعامة حصن الدين ثعلب الذي تصدى له الأمير فارس الدين أقطاي وانتصر عليه بالقرب من ديروط وأخمد ثورته. بعد أن منح أيبك الأمان لثعلب استدعاه وسجنه بالإسكندرية. نجاح فارس الدين أقطاي في سحق تمرد ثعلب ومن قبل في الانتصار على جيش الناصر يوسف منحاه ومعه مماليكه البحرية مكانة ونفوذا جعلت أيبك يتوجس منهم ويعتبرهم مصدرا للتهديد على سلطنته. عندما طلب أقطاي من أيبك سكنى القلعة مع عروسه التي سيعقد عليها وكانت أختاً للملك المظفر صاحب حماة لاح لأيبك أن أقطاي ومماليكه البحرية قد تجاوزوا كافة الاعتبارات فقرر القضاء على أقطاي.

## الإطاحة بالمماليك البحرية
تآمر أيبك مع قطز والمماليك المعزية على اغتيال فارس الدين أقطاي والقضاء على مماليكه فقام أيبك بدعوة أقطاي إلى قلعة الجبل لأخذ مشورته في أمر ما واغتاله. في بادئ الأمر ظنت مماليك أقطاي أن أيبك قد حجز زعيمهم في القلعة فلما تجمعوا عندها للمطالبة بالإفراج عنه ألقيت إليهم رأسه فأُصيبوا بالفزع وأيقنوا أن أيبك قد عزم على القضاء عليهم ففروا من مصر أثناء الليل. وهربت جماعة منهم إلى سلطنة الروم السلاجقة وآخرى إلى الكرك وثالثة إلى سوريا. وكان من بين تلك الجماعة الأخيرة بيبرس البندقداري وقلاوون الألفي وسنقر الأشقر. ولاحق أيبك البحرية الفارّين فصادر أموالهم وممتلكاتهم واسترد مدينة الإسكندرية التي كان أقطاي قد اقتطعها لنفسه من خاص السلطنة في عام 1252 وأعاد للناصر البلاد التي كان قد اقتطعها للبحرية بالساحل من قبل. وأرسل إلى حكام المناطق التي فروا إليها يحذرهم منهم ويحرضهم عليهم. أما البحرية الذين لم يتمكنوا من الفرار من مصر فقد قام أيبك بالقبض عليهم وأعدم بعضهم ونودي في مصر بتهديد من أخفى أحدا من البحرية.
أما المماليك البحرية فقد أعلنوا ولائهم للملك الناصر يوسف في دمشق بسوريا بأنهم قد وصلوا إلى خدمته فسمح لهم بدخول مملكته وخرج إلى لقائهم وأكرمهم وأنعم عليهم.

## الصراع مع البحرية والأيوبيين
كان لاغتيال فارس الدين أقطاي وفرار البحرية نتائج داخلية هامة منها بزوغ نجم الأمير سيف الدين قطز الذي أصبح أقرب المماليك إلى أيبك وأحبهم إليه، ومنها انقسام المماليك منذ ذلك الحين إلى فريقين هما المماليك البحرية والمماليك المعزية.
في عام 1255 تمرد شبيه اسمه عز الدين أيبك الأفرم وهو من المماليك الصالحية  على السلطان أيبك وسار إلى الصعيد وقام بجمع الأعراب فسيّر إليه أيبك العسكر بقيادة وزيره الأسعد شرف الدين الفائزي  الذي تمكن من اخماد التمرد.
أصبح أيبك - مع زوجته شجر الدر ونائب السلطنة قطز - الحاكم الأوحد لمصر. إلا أن وجود البحرية الفارين وعلى رأسهم بيبرس البندقداري وقلاوون الألفي وبعض الأمراء الكبار عند غريمه الأيوبي الملك الناصر ودخولهم في خدمته كان يقلقه. فالمماليك في الشام راحوا يحرضون الملوك الأيوبيين على غزو مصر والإطاحة بأيبك  قام الناصر يوسف بإرسال قوات من الشام إلى مصر للقضاء على أيبك كانت تضم المماليك البحرية مع عسكره.

## النهاية
بحلول عام 1257 كان سوء العلاقات بين أيبك وزوجته شجر الدر قد وصل إلى ذروته وتزايدت الوحشة بينهما بسبب تسلط شجر الدر على الحكم بل وعلى حياته الشخصية حيث كانت تمنعه من زيارة زوجته الأخرى أم ابنه نور الدين علي وتصر على أن يقوم بتطليقها. أيبك الذي كان يبحث عن استقلالية وتحالفات تساعده على التصدي للأيوبيين والبحرية الفارين قرر الزواج من ابنة صاحب الموصل بدر الدين لؤلؤ. وقد أخبره بدر الدين لؤلؤ أن شجر الدر قد كاتبت الملك الناصر يوسف وحذره منها. عزم أيبك على الزواج من امرأة أخرى بالإضافة إلى خلافاتها معه في أمور الحكم وهي التي جعلته يبلغ السلطنة وإحساسها بمخاطر على حياتها أساء شجر الدر وأثار رغبتها في التخلص من أيبك فما كان منها إلا أن دبرت خطة لاغتياله مع بعض الخدم والمماليك.
في العاشر من أبريل عام 1257 تم اغتيال السلطان عز الدين أيبك أثناء استحمامه داخل قلعة الجبل على أيدي عدد من الخدم فمات بعد أن حكم البلاد سبع سنوات. أعلنت شجر الدر في الصباح التالي أنه قد توفي فجأة أثناء الليل إلا أن المماليك المعزية بقيادة نائب السلطنة قطز لم يصدقوها واعترف الخدم تحت وطأة التعذيب بالمؤامرة فحاول المعزية قتلها إلا أن المماليك الصالحية قامت بحمايتها ونقلت إلى البرج الأحمر بالقلعة. قام المعزية بتنصيب نور الدين بن أيبك سلطانا على البلاد وكان صبيا في الخامسة عشرة من العمر. بعد بضعة أيام عثر على جثة شجر الدر ملقاة خارج القلعة بعد أن قتلتها ضربا جواري أم المنصور نور الدين علي. تم إعدام الخدم الذين قاموا باغتيال عز الدين أيبك.
مات عز الدين أيبك وشجرة الدر بعد أن أسسا دولة المماليك. تلك الدولة التي سيطرت على جنوب وشرق حوض البحر المتوسط لبضعة عقود من الزمان قضت خلالها على القوى المغولية والصليبية التي تآزرت ضد المسلمين وحاولت اقتلاع العالم الإسلامي.

## نقود عز الدين أيبك
نقش على نقوده اسمه «أيبك» فقط بدون ألقاب أو كنايات. أيضا نقش اسم السلطان الأيوبي الصالح أيوب على هذا النحو: «أيوب ابن الملك الكامل». وعلى الجانب الآخر من نقود أيبك نقش اسم الخليفة العباسي كالتالي: «المستنصر بالله أبو أحمد المنصور بالله أمير المؤمنين».

## نقود الأشرف موسى
نقود الأشرف موسى التي عثر عليها نقش عليها اسمه وحده مع اسم الخليفة العباسي على جانبها الآخر على النحو الآتي: «الملك الأشرف»، «الملك أشرف أبو الفتح موسى ابن الملك الصالح أيوب» - «الإمام المستعصم» «الإمام المستعصم بالله أبو أحمد عبد الله أمير المؤمنين».
اصطلاحات مملوكية وردت في المقال:
- جاشنكير: ذواق طعام وشراب السلطان للتأكد من خلوه من السم، كان مسئولا عن طعام وشراب السلطان.
- رنك: رسما يوضح مكانة الأمير ومركزه الوظيفي. نقلت تلك الكلمة إلى لغات أخرى كالإنجليزية.
- خوانجا: المسئول عن حسابات السلطان المالية.
- أتابك: القائد العام للجيش.
- أستاذ: ولى نعمة المملوك أي سلطانه أو أميره الذي يدين له بالولاء
- نائب السلطنة: نائب السلطان وكان من ألقابه «كافل الممالك الشريفة الإسلامية الأمير الأمرى» مما يوضح سمو منصبه.

أسماء متشابهة:
بعض الأمراء كانوا يحملون اسم عز الدين أيبك:
- عز الدين أيبك استادار.
- عز الدين أيبك الأفرم [51] وهو * عز الدين أيبك الأفرم الصالحي.
- عز الدين أيبك البغدادي وهو * عز الدين أيبك البغدادي المنصوري.
- عز الدين أيبك الجمالي.[52]
- عز الدين أيبك الحسامي البريدي.
- عز الدين أيبك الحموي وهو * عز الدين أيبك الحموي الظاهري.
- عز الدين أيبك الخازندار وهو * عز الدين أيبك الخازندار المنصوري.
- عز الدين أيبك الخطيري.
- عز الدين أيبك الدميتري.
- عز الدين أيبك الرومي وهو عز الدين أيبك الرومي الصالحي.
- عز الدين أيبك الشجاعي الأشقر.[53]
- عز الدين أيبك الشجاعي شاد.
- عز الدين أيبك الشيخ.
- عز الدين أيبك الطويل.
- عز الدين أيبك العزي.
- عز الدين أيبك الفخري.
- عز الدين أيبك الموصلي.
- عز الدين أيبك النجيبي.
- عز الدين أيبك بن عبد الله التركي.
- عز الدين أيبك شاد الدواليب.
- عز الدين أيبك فطيس.
- عز الدين أيبك كرجي وهو * عز الدين أيبك كرجي المنصوري.

## عز الدين أيبك في الأدب والسينما والتلفزيون

غلاف رواية وا إسلاماه.

### في الأدب
- رواية وا إسلاماه، هي رواية تاريخية عربية للكاتب علي أحمد باكثير صدرت عام 1945، يسرد فيها الكاتب سيرة حياة السلطان قطز منذ ولادته وحتى مماته وأحوال البلاد التي عاش فيها وملوكها وصراعهم مع التتار والصليبين.[54]

### في السينما والتلفزيون
- وا إسلاماه: فيلم سينمائي من إنتاج مشترك بين مصر وإيطاليا، يحكي أحداث معركة عين جالوت، قام بدور عز الدين أيبك الممثل المصري عماد حمدي.
- الظاهر بيبرس: مسلسل يحكي قصة حياة بيبرس، وما دار من أحداث في معركة عين جالوت، قام بدور عز الدين أيبك الممثل سعد مينه.
- الفرسان: مسلسل تاريخي تدور أحداثه حول مصر أثناء فترة هجوم التتار عليها، كما يتناول المسلسل هزيمة التتار في عين جالوت، قام بدور عز الدين أيبك الممثل سعيد عبد الغني .
- على باب مصر: مسلسل تاريخي تدور أحداثه حول مصر أثناء فترة هجوم التتار عليها، كما يتناول المسلسل هزيمة التتار في عين جالوت، قام بدور عز الدين أيبك الممثل حمدي الوزير.